# Michael Learns to Rock
Michael Learns to Rock (aussi connu sous les initiales MLTR) est un groupe de pop rock danois. Il est constitué au printemps 1988, depuis, il remporte un vif succès au Danemark, mais surtout en Asie, où il a obtenu plusieurs disques de platine. Selon le magazine Asiaweek, jusqu'en 1998, le groupe avait vendu plus de 2,5 millions d'albums sur ce continent, le marché asiatique étant très friand de chansons romantiques.

## Biographie

### Débuts et succès (1988–2013)
Les origines du groupe remontent à 1987 au lycée de Aarhus au Danemark. Le chanteur et pianiste Jascha Richter constitue un petit groupe composé du batteur Kåre Wanscher et du guitariste Mikkel Lentz. Tous trois sont des fans de musique, passionnés de l'histoire du rock et de la pop dès leur enfance. Ils décident de créer un groupe plus important après que Jascha leur a présenté quelques chansons qu'il a écrite. Au printemps 1988, Søren Madsen, un guitariste, accepte de tenir la basse pendant une répétition. Michael Learns To Rock est alors formé. Le groupe fait ses débuts à Aarhus en mai 1988 puis participe en été au concours annuel des jeunes talents de cette ville. MLTR remporte le concours et rencontre celui qui deviendra leur manager, J.P. Andersen, qui est alors membre du Jpgamt jury.
En novembre 2008, MLTR publie son septième album studio, Eternity, sous son propre label indépendant, MLTR Music, en association avec le label danois At:tack. Même si les exemplaires ont du mal à partir (comme l'admet le groupe), le second single de l'album, Sweetest Surprise, atteint la première place en Thaïlande la première semaine de sa sortie.

### 25 ans et singles (2014–2017)
En 2014, le groupe sort 25: The Complete Singles à l'occasion de son 25e anniversaire, le 25 octobre 2014. Le premier single, Silent Times, est publié le 16 septembre 2014, suivi par Call on Love, le 18 décembre 2014. Le groupe enregistre aussi le morceau Eternal Love, chanson thème du drama coréen Healer. Il est écrit par Lee Sang Joon, Denzil « DR » Remedios, et Ryan Jhun Sewon.
En 2017, le morceau It's Gonna Make Sense de l'album Eternity est inclus dans le film indien Welcome M1LL10NS, réalisé par Milroy Goes, auquel Mikkel Lentz contribue partiellement à la bande son.

### Still(depuis 2018)
Le groupe commence à travailler sur un nouvel album dès 2017 jusqu'au début de 2018. À la fin janvier 2018,le groupe organise un concours sur les réseaux sociaux pour attribuer un titre à l'album. Entre-temps, ils sortent un nouveau single intitulé Everything You Need.

## Membres

### Membres actuels
- Jascha Richter - chant, claviers, guitare (depuis 1988)
- Mikkel Lentz - guitare solo, claviers additionnels (depuis 1988)
- Kåre Wanscher - batterie, percussions (depuis 1988)

### Ancien membre
- Søren Madsen - basse, guitare rythmique, chœurs, percussions (1988–2000)

## Discographie
- 1991 : Michael Learns to Rock (Impact Records)
- 1993 : Colours (EMI-Medley Denmark)
- 1995 : Played On Pepper (Impact Records)
- 1996 : Paint My Love (EMI-Medley Denmark)
- 1997 : Nothing to Lose
- 2000 : Blue Night (EMI)
- 2004 : Take Me to Your Heart (EMI)
- 2006 : Michael Learns To Rock: Live (EMI)
- 2012 : Scandinavia (EMI)
- 2018 : Still